# Gais (idrottsförening)
Gais, Göteborgs Atlet- & Idrottssällskap, är en idrottsförening i Göteborg i Sverige. Klubben bildades den 11 mars 1894 och fokuserade från början på kraftsport och friidrott, men har även utövat ett antal lagidrotter. Mest framgångsrik har fotbollslaget varit, med fyra SM-guld.

## Bandy
Gais Bandy bildades i april 2005. Säsongerna 08/09 och 09/10 kom Gais på första respektive andra plats i Allsvenskan södra, men misslyckades med att kvala sig till Elitserien. Säsongen efter kom man återigen på första plats i serien och denna gång lyckades man säkra en plats i Elitserien. Där blev laget kvar tills man i maj 2014 meddelade att klubben drar sig ur Elitserien inför säsongen 2014/2015 på grund av problemet med att få till spelbar is på Arena Heden, samt avsaknaden av planer på att bygga bandyhall i Göteborg. Gais Bandy driver nu[när?] istället skridskoskola, allmänhetens åkning samt ett knattelag i bandy för pojkar och flickor.

## Fotboll
Gais har ett herrlag i fotboll som säsongen 2025 spelar i Allsvenskan. Laget har legat i Allsvenskan i totalt 55 säsonger och ligger på en tolfteplats i allsvenskans maratontabell. Gais har blivit svenska mästare i fotboll fyra gånger. Vid två tillfällen har man också vunnit allsvenskan utan att tilldelas SM-tecknet. Klubben går under smeknamnet "Makrillarna" på grund av att deras grönsvartrandiga tröjor samt vita byxor och strumpor påminner om makrillens randiga rygg och vita buk.
Sedan säsongen 2024 har föreningen återigen ett damlag. Gais tidigare damlag nådde vissa framgångar under 1980-talet, men slogs samman med Jitex BK 1993.

## Friidrott
Gais tävlade omkring sekelskiftet 1900 i friidrott. Klubbens SM-guldmedaljörer är Theodor Andersson (grenhopp, 1896 och 1897), Erik Öhrling (stavhopp, 1896), Axel Vallander (längdhopp, 1898), Magnus Eriksson (10 000 meter, 1897) och Otto Nilsson (diskus, 1899).

## Futsal
Gais Futsal bildades 2015 och har sedan dess spelat två säsonger i Svenska Futsalligan. När herrlaget mötte IFK Göteborg säsongen 17/18 slogs svensk futsals publikrekord med en publik på 2 457 personer. Samma säsong vann laget SM i strandfotboll och kvalificerade sig för Euro Winners Cup i Portugal.

## Handboll
Gais handbollssektion startades 1939 och var från början avsedd att ge fotbollsspelarna något att göra under vintern. Handbollslaget spelade i gröna tröjor med vita ärmar och bland de spelare hos Gais som kombinerade fotboll och handboll kan bland annat nämnas Karl-Alfred Jacobsson, Curt Thorstensson och Bertil Sernros. Sektionen lades ner 1964.

## Ishockey
Gais HK var en sektion för ishockey i Gais, men blev senare också en egen ishockeyklubb. Klubben var verksam 1954–1968. Verksamheten startade i och med att Ullevi den 8 december 1954 fick Sveriges andra konstfrusna isbana. Initiativtagaren till Gais ishockeysektion, Bertil Rönnberg, lyckades 1954 med att få Svenska ishockeyförbundet att godkänna att Uddens IF slogs samman med Gais. Följden blev att Gais kunde börja spela i motsvarande division 4. Sedan gick det spikrakt upp för Gais som nådde högsta serien efter bara 3 år, ett rekord som inte går att tangera. Laget var Göteborgs första i Sveriges högsta serie i ishockey, där man spelade säsongerna 1957/1958 och 1960/1961. Därefter följde spel i de lägre divisionerna och såväl sportsliga som ekonomiska bekymmer, något som till slut ledde till att man säsongen 1967/1968 beslutade sig för att lägga ner verksamheten.